# El fuero o el huevo

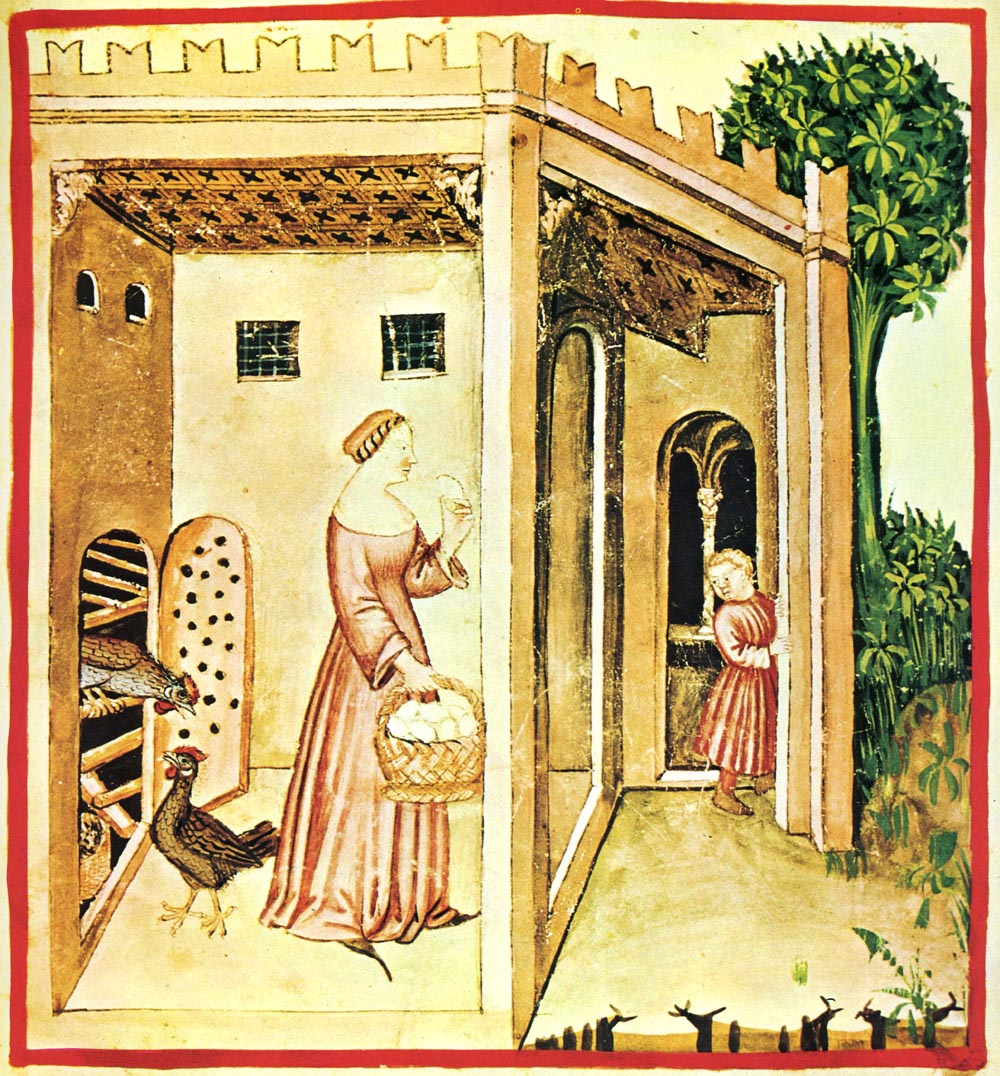
Una mujer saca una cesta de huevos de un gallinero, en una ilustración medieval (Tacuinum sanitatis).

El fuero o el huevo es un tópico español, con el que se expresa la necesidad de optar por la intransigencia en la defensa de lo que se entiende como derecho propio, aun sin esperanza de obtener nada, o la transacción que implique la renuncia nominal al derecho, pero obteniendo al menos una compensación material. También se aplica a los casos en que se entabla un pleito por una trivialidad, que no compensa económicamente el coste de plantearlo, pero que se hace por defender un principio que se considera más valioso, o por no sentar un precedente.
Suele expresarse como No es el huevo, es el fuero, o No es por el huevo, es por el fuero, o mediante alguna paráfrasis similar.
Su origen puede remontarse al menos a Francisco de Quevedo: La rebelión de Barcelona ni es por el güevo ni es por el fuero, que interpretaba de esa manera la Sublevación de Cataluña de 1640. En el Vocabulario de refranes de Gonzalo Correas se dice: Dicen que el huevo fue tributo de la gente pobre y algún hidalgo, defendiendo su fuero, dijo así el refrán. Otras fuentes pretenden localizar el origen en algún hecho medieval, como la Paredomiología toledana (sic., por paremiología) del Vizconde de Palazuelos, quien lo atribuye a Esteban Yllán: un caballero que, negándose en nombre de la ciudad de Toledo a pagar cierto impuesto a Alfonso VIII, ofreció al rey mayor cantidad si lo aceptaba como donativo voluntario. Por su parte, el Comentario a la Conquista de Baeza y nobleza de los conquistadores della fecha, de Ambrosio Montesinos, lo atribuye a una vieja que se negaba a dar un huevo de diezmo a un cura, diciendo: No lo he por el huevo, sino por el fuero.
Los fueros son privilegios territoriales, estamentales o personales, leyes privativas de una localidad, de una corporación, de una familia o de un individuo por su condición personal, el cargo ocupado o un mérito adquirido, y estaban muy generalizados en el Antiguo Régimen, sobre todo al norte de España. El tópico puede aplicarse a su defensa ante la instauración de una monarquía absoluta (tras la llegada en 1700 del Borbón Felipe V y la Guerra de Sucesión Española) y ante la generalización de una ley igual para todos (igualdad legal), propia del Estado liberal a partir de la Constitución de 1812, el Trienio liberal, el reinado de Isabel II y la Guerra Carlista.